# Bill D'Elia
Bill D'Elia er en amerikansk manuskriptforfatter, producer og instruktør. Han var en ledende producent af Boston Legal og Ally McBeal og er medskaber og en ledende manuskriptforfatter til Judging Amy. Bills ene søn er Chris D'Elia, en Los Angeles-baseret standupkomiker, skuespiller og forfatter.
D'Elia voksede op i Queens, New York City, uddannet fra Ithaca College , og fik en kandidatgrad i kommunikationskunst i 1972 fra William Paterson University . I 1980'erne var han en succesfuld instruktør for tv-reklamer. I 1989 producerede og instrueret han filmen The Feud, baseret på en roman af Thomas Berger fra 1983. Filmen tiltrak sig opmærksomhed fra Steven Bochco, som hyrede D'Elia til at instruere en episode af Doogie Howser, MD. D'Elia gik videre til at instruere episoder af talrige andre tv-serier, herunder Northern Exposure , Glee, Chicago Hope, The Practice, og Beverly Hills 90210.
Han har været nomineret til fem Emmy Awards for at instruere (tre for Chicago Hope og én hver for Ally McBeal og Boston Legal).